# 約翰·艾瑞克·道鐸
約翰·艾瑞克·道鐸（英語：John Erick Dowdle，1972年12月1日—）是一位美國男導演、監製、編劇和剪輯師。擅長執導恐怖片和驚悚片，較知名的作品如《死亡直播》（2008年）、《忐忑》（2014年）和《無處可逃》（2015年）。
除了電影外，道鐸也與弟弟德魯共同創作了迷你影集《韋科慘案》，2018年在派拉蒙聯網上播出。

## 職業生涯
從紐約大學畢業後，道鐸搬到洛杉磯從事電影製作工作。道鐸剛從大學畢業時，就編寫並執導了他的第一部長片，即1996年的電影《滿月升起》 。在他二年級的努力下，道鐸和他的弟弟德魯一起製作了這部電影，約翰編寫、導演和剪輯了這部電影。他們住在洛杉磯，並以「道鐸兄弟」（The Brothers Dowdle）為名一起工作。
約翰·艾瑞克·道鐸與他的兄弟德魯·道鐸一起執導同時擔任製片人與聯合編劇《死亡直播》 、根據奈·沙馬蘭提供的故事《惡靈電梯》、《忐忑》，以及由歐文·威爾森和皮爾斯·布洛斯南主演的驚悚電影《無處可逃》。

## 作品列表

### 電影
| 年份 | 標題                             | 職位 | 職位 | 職位 | 職位 | 預算       | 票房       | 附註                                  |
| 年份 | 標題                             | 導演 | 製片 | 編劇 | 剪輯 | 預算       | 票房       | 附註                                  |
| ---- | -------------------------------- | ---- | ---- | ---- | ---- | ---------- | ---------- | ------------------------------------- |
| 1996 | 《滿月升起》（Full Moon Rising） | 是   | 是   | 是   |      | -          | -          |                                       |
| 2005 | 《乾燥咒語》（The Dry Spell）    | 是   |      | 是   | 是   | -          | -          | 提名-詩蘭丹斯影展評審團大獎           |
| 2007 | 《恐怖錄影帶》                   | 是   |      | 是   |      | -          | -          |                                       |
| 2008 | 《死亡直播》                     | 是   |      | 是   |      | 1200萬美元 | 4130萬美元 |                                       |
| 2010 | 《惡靈電梯》                     | 是   |      |      |      | 1000萬美元 | 6270萬美元 |                                       |
| 2014 | 《忐忑》                         | 是   |      | 是   |      | 500萬美元  | 4189萬美元 | 第三名-Fangoria電鋸獎最佳廣泛發行電影 |
| 2015 | 《無處可逃》                     | 是   |      | 是   |      | 500萬美元  | 5441萬美元 |                                       |

### 電視
| 年份 | 標題               | 職位 | 職位       | 職位 | 附註             |
| 年份 | 標題               | 導演 | 執行製片人 | 編劇 | 附註             |
| ---- | ------------------ | ---- | ---------- | ---- | ---------------- |
| 2018 | 《韋科慘案》       | 是   | 是         | 是   | 迷你劇；兼創作者 |
| 2021 | 《乔·皮克特》      | 是   | 是         | 是   |                  |
| 2023 | 《韋科慘案：餘波》 | 是   | 是         | 是   | 迷你劇；兼創作者 |

## 外部連結
- 約翰·艾瑞克·道鐸在互联网电影资料库（IMDb）上的資料（英文）